# Mount Rossel
Mount Rossel (französisch Mont Rossel) ist ein 2250 m hoher Berg im ostantarktischen Königin-Maud-Land. Er ragt in den Belgica Mountains 5 km südwestlich des Mount Perov auf.
Teilnehmer der Belgischen Antarktis-Expedition 1957/58 unter Gaston de Gerlache de Gomery (1919–2006) entdeckten ihn. Namensgeberin ist Marie-Thérèse Rossel (1910–1987), Herausgeberin der Zeitung Le Soir und Sponsorin der Forschungsreise. Das Advisory Committee on Antarctic Names übertrug die französische Benennung im Jahr 1965 ins Englische.